# Tang-e Tey
Tang-e Tey (persiska: تنگ تی) är en ort i Iran.   Den ligger i provinsen Kohgiluyeh och Buyer Ahmad, i den centrala delen av landet, 500 km söder om huvudstaden Teheran. Tang-e Tey ligger 1 556 meter över havet och antalet invånare är 328.
Terrängen runt Tang-e Tey är kuperad åt sydväst, men åt nordost är den bergig.Runt Tang-e Tey är det ganska glesbefolkat, med 47 invånare per kvadratkilometer. Närmaste större samhälle är Dīshmūk, 14,5 km nordväst om Tang-e Tey. Omgivningarna runt Tang-e Tey är i huvudsak ett öppet busklandskap.